# SN 2003gz
SN 2003gz – supernowa odkryta 22 czerwca 2003 roku w galaktyce A142239+5247. W momencie odkrycia miała maksymalną jasność 23,60m.